# Teresópolis

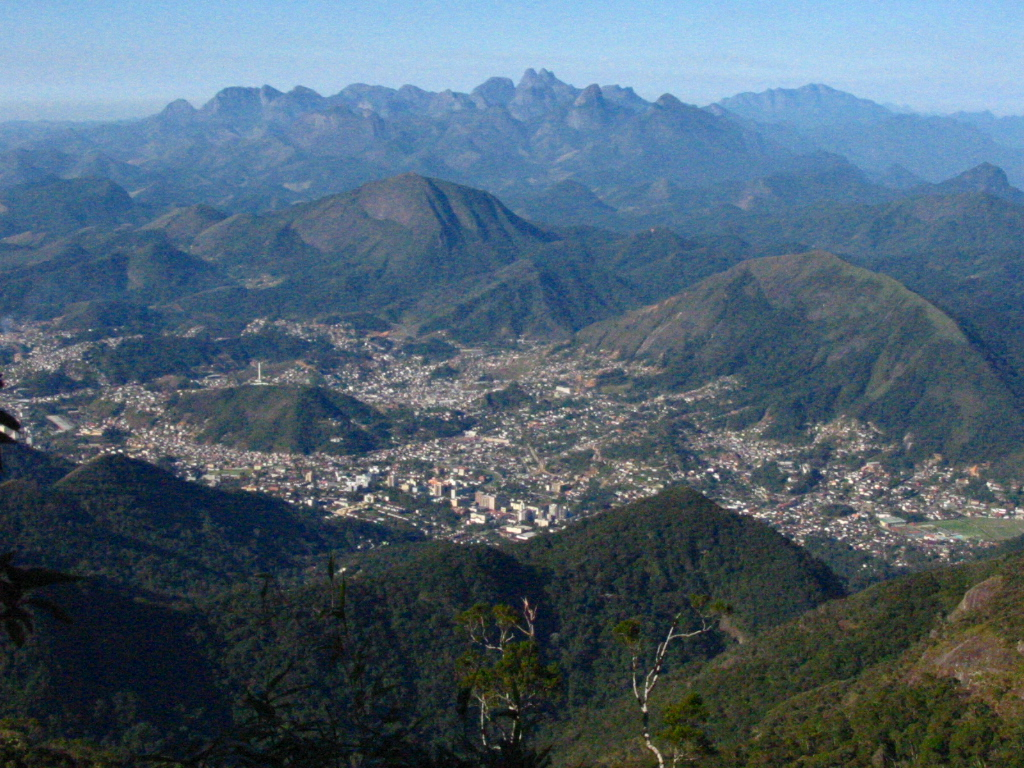
Teresópolis.

Teresópolis este un oraș în unitatea federativă  Rio de Janeiro din sudul Braziliei, în masivul montan Serra do Mar. Are 150 mii de locuitori. Este una din cele mai populare stațiuni montane din Brazilia. În secolul XIX, la Teresópolis a fost reședința de vacanță a împărătesei Teresa Cristina (actualmente în palatul Tersa Cristina se află primăria orașului).